# نهیر اردوغان
نهیر اردوغان (انگلیسی: Nehir Erdoğan؛ زادهٔ ۱۶ ژوئن ۱۹۸۰) بازیگر اهل ترکیه است.
وی از سال ۲۰۰۲ میلادی تاکنون مشغول فعالیت بوده است. از فیلم‌ها یا برنامه‌های تلویزیونی که وی در آن
ایفای نقش کرده است می‌توان به پایان، نام من ملک است و سیب ممنوعه اشاره کرد.